# 폭스트롯 (영화)
폭스트롯(Foxtrot)은 이스라엘, 독일, 프랑스, 스위스에서 제작된 사무엘 마오즈 감독의 2017년 드라마 영화이다. 라이어 애쉬케나지 등이 주연으로 출연하였다.
이 영화는 제74회 베니스 국제 영화제에서 상영되었으며 Grand Jury Prize Silver Lion을 수상했다.

## 출연

### 주연
- 라이어 애쉬케나지
- 사라 애들러

### 조연
- 디클 아딘
- 예후다 알마고
- 야엘 아이젠버그
- 쉬라 하스